# Temps dynamique barycentrique
« TDB » redirige ici. Pour les autres significations, voir TDB (homonymie).
Le temps dynamique barycentrique (TDB) est une échelle de temps coordonné relativiste destinée à l'usage astronomique comme échelle de temps pour tenir compte de la dilatation du temps lors du calcul des orbites et éphémérides astronomiques des planètes, astéroïdes, comètes et véhicules spatiaux interplanétaires dans le système solaire. Le TDB est défini depuis 2006 comme une mise à l'échelle linéaire du temps-coordonnée barycentrique (TCB). Une caractéristique qui distingue le TDB du TCB est que TDB, quand il est observé depuis la surface de la Terre, a une différence avec le temps terrestre (TT) qui est aussi petite qu'elle peut l'être en pratique avec une définition cohérente : les différences sont principalement périodiques et resteront à moins de 2 millisecondes pendant plusieurs millénaires.
Le TDB s'applique au référentiel barycentrique (centré sur le barycentre du système solaire) et fut d'abord défini en 1976 en tant que successeur à la précédente échelle (non-relativiste) du temps des éphémérides (adoptée par l'Union astronomique internationale (UAI) en 1952 et remplacée en 1976). En 2006, après une histoire de multiples définitions et abandons d'échelles de temps depuis les années 1970, une redéfinition du TDB a été approuvée par l'UAI. La redéfinition du TDB par l'UAI en 2006 comme standard international a expressément reconnu que l'argument de temps des éphémérides du JPL Tep, établi depuis longtemps, tel que mis en œuvre dans l'éphéméride de développement DE405, « est pour des raisons pratiques le même que le TDB défini dans la présente résolution » (en 2006, l'éphéméride DE405 avait déjà été en usage depuis quelques années comme la base officielle pour les éphémérides planétaires et lunaires dans l'Astronomical Almanach ; il en constituait la base pour les éditions de 2003 à 2014 ; dans l'édition de 2015, il a été remplacé par DE430).

## Définition
La résolution 3 adoptée lors de l'Assemblée générale de l'Union astronomique internationale de 2006 définit le temps dynamique barycentrique (TDB) comme une transformation linéaire du temps-coordonnée barycentrique (TCB). Le TCB diverge à la fois du TDB et du temps terrestre (TT). Le TCB progresse plus rapidement, à un taux différentiel d'environ 0,5 seconde par année, tandis que le TDB et le TT restent proches. Début 2011, la différence entre le TDB et le TCB est d'environ 16,6 secondes.
TDB = TCB − LB × (JDTCB − T0) × 86400 + TDB0
où LB = 1,550 519 768 × 10−8, TDB0 = -6,55 × 10−5 s, T0 = 2443144,5003725 et JDTCB est la date julienne TCB (c'est-à-dire la grandeur qui était égale à T0 le 1er janvier 1977 à 00:00:00 TAI au géocentre et qui augmente d'une unité lors de chaque période de 86400 secondes du TCB). 

## Utilisation du TDB
TDB est un des successeurs du temps des éphémérides (TE, ET en anglais) en ce sens que le TE peut être vu (dans les limites de la moindre exactitude et fidélité réalisables en son temps) comme une approximation du TDB ainsi que du temps terrestre (TT). Le TDB dans la forme de la très étroitement analogue, et en pratique équivalente, échelle de temps Teph continue à être utilisé pour les importants éphémérides lunaires et planétaires DE405 du Jet Propulsion Laboratory.
Des arguments ont été présentés pour la poursuite de l'utilisation pratique du TDB plutôt que du TCB sur la base de la très petite différence entre le TDB et le TT, qui ne dépasse pas 0,002 seconde, ce qui peut être négligé pour de nombreuses applications. Il a été soutenu que la petite taille de cette différence réduit le risque de dommages en cas de confusion entre le TDB et le TT par rapport la confusion entre le TCB et le TT, qui ont une dérive linéaire relative d'environ 0,5 seconde par an (la différence était proche de zéro au début de 1977 et, en 2009, atteint déjà plus d'un quart de minute et continue d'augmenter).